# Amtsgericht Oldendorf

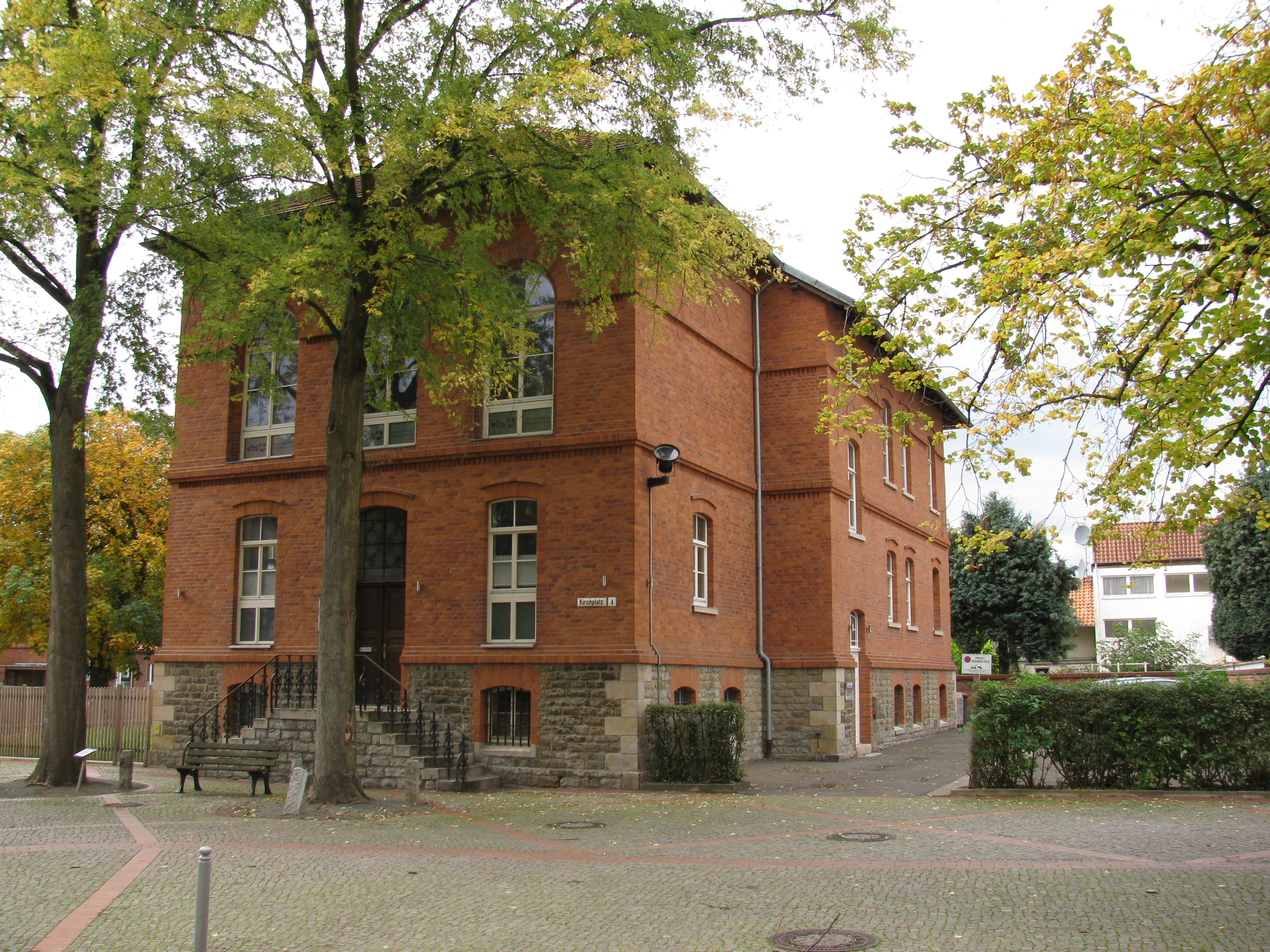
Amtsgerichtsgebäude

Das Amtsgericht Oldendorf (seit 1905: Amtsgericht Hessisch Oldendorf) war ein deutsches Amtsgericht mit Sitz in Hessisch Oldendorf.

## Geschichte
In Oldendorf bestand das kurhessische Justizamt Oldendorf als Eingangsgericht. Mit der Annexion des Kurfürstentums Hessen wurden 1867 in der nunmehr preußischen Provinz Hessen-Nassau preußische Kreisgerichte gebildet, denen Amtsgerichte nachgeordnet waren. So entstand das Kreisgericht Rinteln als eines von sechs Kreisgerichten im Regierungsbezirk Kassel und das Amtsgericht Oldendorf als eines von vier Amtsgerichten im Sprengel des Kreisgerichtes Rinteln.
Mit dem Inkrafttreten des deutschen Gerichtsverfassungsgesetzes am 1. Oktober 1879 wurden reichsweit einheitlich Amts-, Land- und Oberlandesgerichte geschaffen. Das Amtsgericht Oldendorf blieb bestehe und war nun dem Landgericht Hannover nachgeordnet.
Sein Gerichtsbezirk umfasste nun aus dem Kreis Rinteln den Stadtbezirk Oldendorf und die Gemeindebezirke Barksen, Bensen, Fischbeck, Friedrichsburg, Friedrichshagen, Fuhlen, Großenwieden, Haddessen, Hetzlingen, Rohden, Segelhorst, Weibeck, Welsede, Wickbolsen und Zersen sowie die Gutsbezirke Bodengern, Stau, Südhagen und Zersen (Oberförsterei). Am Gericht bestand 1880 eine Richterstelle. Das Amtsgericht war damit ein kleines Amtsgericht im Landgerichtsbezirk.
Im Jahre 1905 wurde Oldendorf in Hessisch Oldendorf umbenannt und der Name des Gerichtes änderte sich entsprechend auf Amtsgericht Hessisch Oldendorf.
Im Jahre 1974 wurde das Amtsgericht Oldendorf aufgehoben. Die Aufgaben übernahm das Amtsgericht Hameln.

## Amtsgerichtsgebäude
Das Amtsgerichtsgebäude Kirchplatz 4 steht unter Denkmalschutz.